# La Pièce à un habit
La Pièce à un habit est une parabole donnée à un auditoire par Jésus de Nazareth dans l'Évangile selon Saint Matthieu du Nouveau Testament de la Bible dans sa partie chrétienne. Elle aborde la nouvelle doctrine amenée par ledit conteur considéré comme le Messie / Christ par les chrétiens.

## Texte
Évangile selon Matthieu, chapitre 9, verset 16 :

« Personne ne met une pièce de drap neuf à un vieil habit ; car elle emporterait une partie de l'habit, et la déchirure serait pire. »

— Traduction de la Bible d'après Louis Segond.

## Interprétation
Cette parabole évoque les nouveaux commandements apportés par le Christ, à l'instar de celle sur les Outres neuves qui la suit.
Un abbé du nom de Joaquim Fortuny en parle ainsi :
« Aujourd'hui, nous remarquons comment avec Jésus commence un temps nouveau et une nouvelle doctrine, enseignée avec autorité et, comme toute chose nouvelle, elle choque les politiques et les autorités. Ainsi, dans les pages qui précèdent cet Évangile nous voyons Jésus en train de pardonner et guérir l'homme paralysé pendant que les pharisiens se scandalisent ; Jésus appelant Matthieu un percepteur d'impôts et mangeant chez lui avec d'autres publicains et pécheurs pendant que les pharisiens "grimpent aux murs" ; et dans l'Évangile d'aujourd'hui ce sont les disciples de Jean qui viennent vers Jésus car ils ne comprennent pas pourquoi Lui et ses disciples ne jeûnent pas ... Jésus venait de leur révéler une nouvelle manière de se mettre en rapport avec Dieu, un esprit nouveau qui rompait avec toutes les anciennes façons de procéder ».
Le pardon, la charité envers son prochain en seraient les nouveaux préceptes majeurs.
Saint Jean Chrysostome parle d'une comparaison familière quand il évoque cette parabole. Il écrit que Jésus rapproche la faiblesse de ses disciples de cet habit et qu'il faut que la compassion vive afin que la foi puisse s'enseigner.